# Filharmonie Brno
Filharmonie Brno (do roku 2006 Státní filharmonie Brno) je klasický symfonický orchestr janáčkovského typu sídlící v Brně.

## Historie

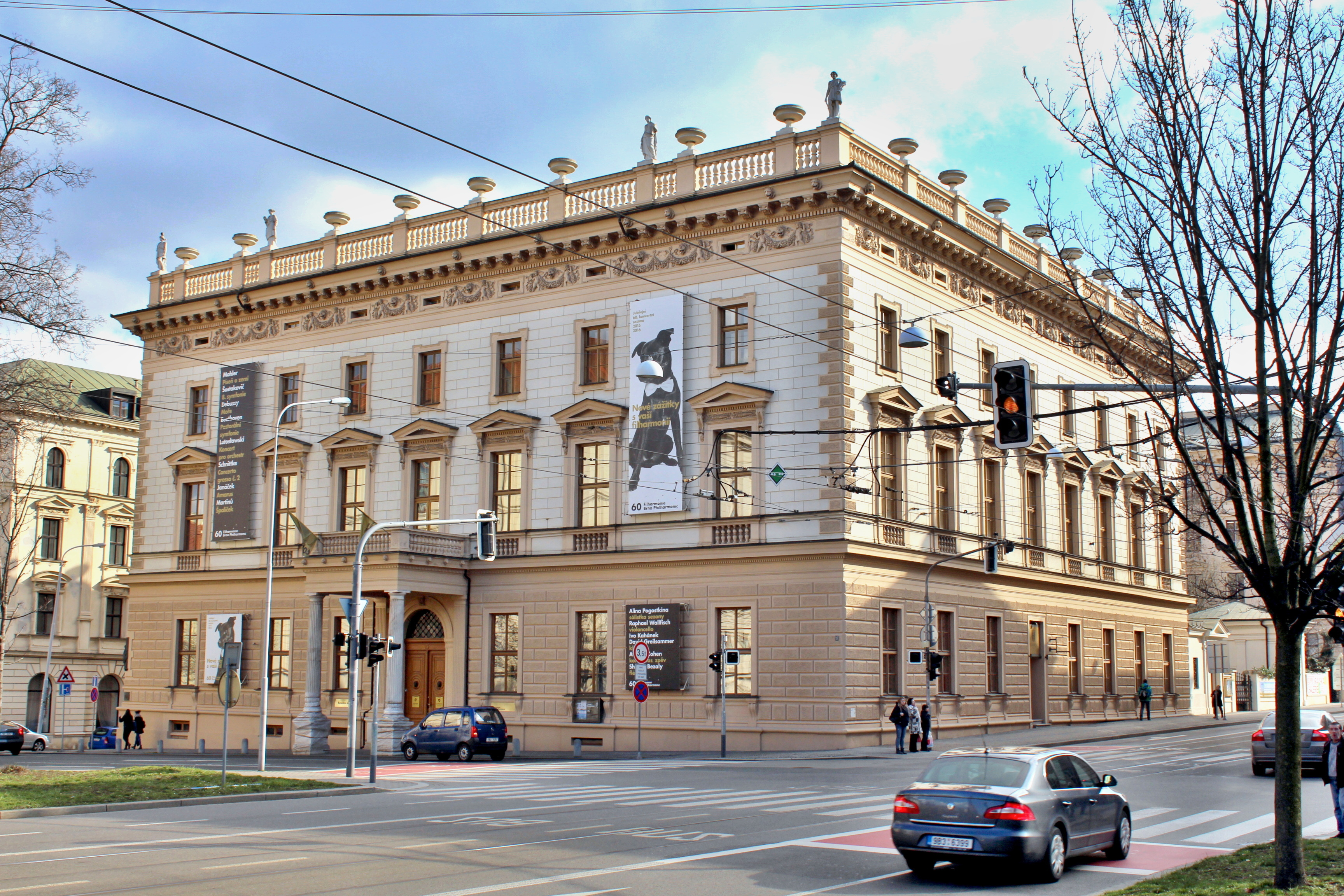
Besední dům, sídlo orchestru

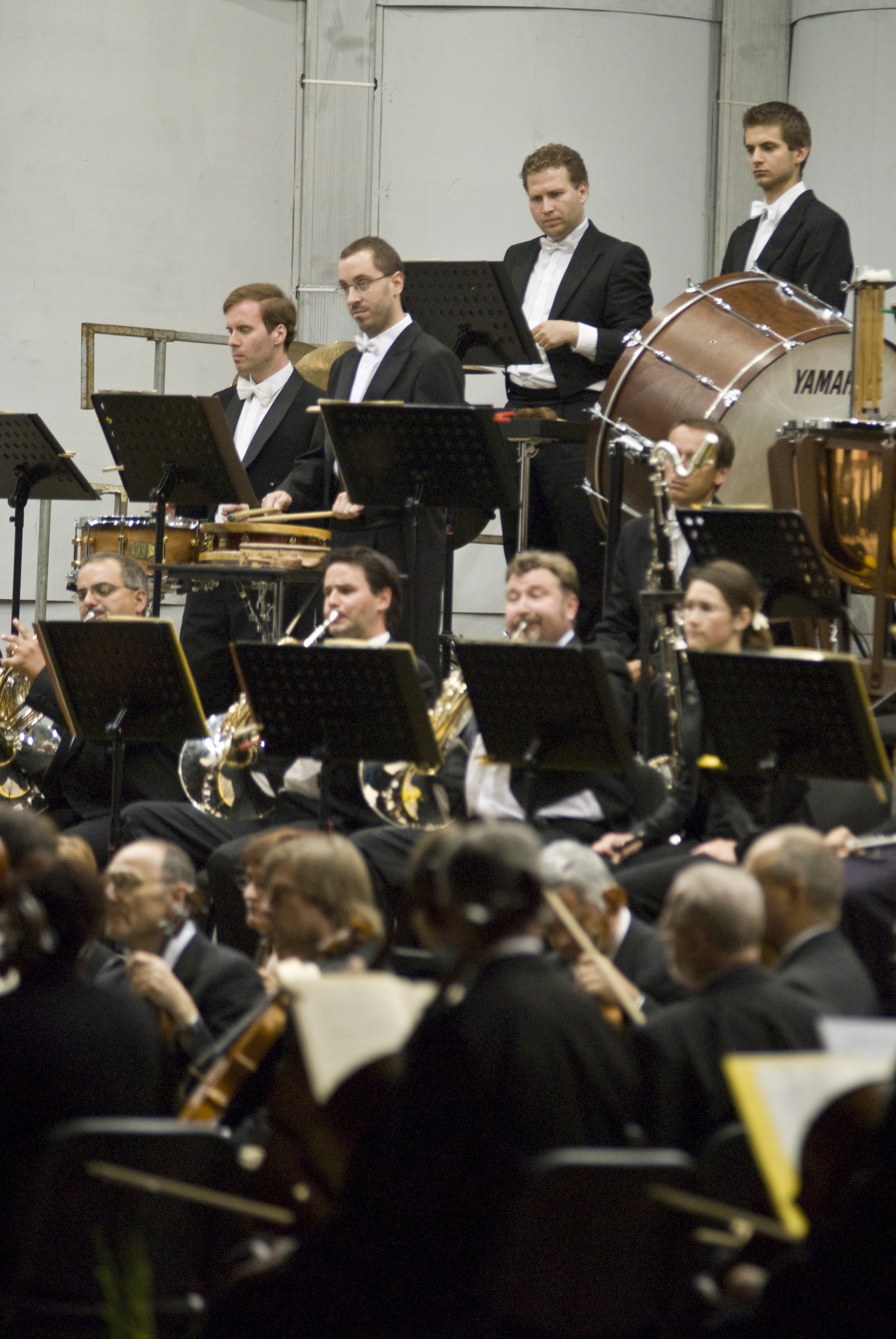
Filharmonie Brno během Mezinárodního hudebního festivalu Špilberk (2010)

Tradice brněnské filharmonie se datuje od 70. let 19. století, kdy v Brně vznikl zásluhou Leoše Janáčka amatérský Český symfonický orchestr a začal působit v nově postaveném Besedním domě, sídle dnešní filharmonie.
Filharmonie Brno v současné podobě vznikla v roce 1956 sloučením krajského orchestru a orchestru brněnského rozhlasu a pod vedením svého prvního šéfdirigenta Břetislava Bakaly a o několik měsíců později získala uznání na festivalu Varšavská jeseň.
V roce 2008 zahajovala Filharmonie Brno v Obecním domě v Praze mezinárodní hudební festival Pražské jaro.

## Šéfdirigenti
- 1956–1958 Břetislav Bakala
- 1959–1962 Jaroslav Vogel
- 1962–1978 Jiří Waldhans
- 1978–1983 František Jílek
- 1983–1991 Petr Vronský
- 1991–1995 Leoš Svárovský
- 1995–1997 Otakar Trhlík
- 1997–2000 Aldo Ceccato
- 2002–2009 Petr Altrichter
- 2009–2015 Aleksandar Marković
- 2018– Dennis Russell Davies[2]

## Hostující dirigenti
- Sir Charles Mackerras (2007–2010)
- Caspar Richter (od 2002)